# Salobre
Salobre – gmina w Hiszpanii, w prowincji Albacete, w Kastylii-La Mancha, o powierzchni 49,53 km². W 2011 roku gmina liczyła 606 mieszkańców.